# Empoasca nesolina
Empoasca nesolina är en insektsart som beskrevs av Henry Fairfield Osborn 1934. Empoasca nesolina ingår i släktet Empoasca och familjen dvärgstritar. Inga underarter finns listade i Catalogue of Life.